# Mutiara Berkah I
Die Mutiara Berkah I (auch als KM Mutiara Berkah I bezeichnet) war ein 1994 als Ferry Azalea in Dienst gestelltes Fährschiff der indonesischen Reederei Mutiara Ferindo Internusa. Sie verband zuletzt die Inseln Panjang und Java. Am 6. September 2023 wurde die Mutiara Berkah I bei einem Großbrand in Cilegon zerstört.

## Geschichte
Die Ferry Azalea wurde am 2. Juli 1993 unter der Baunummer 3039 in der Werft von IHI in Tokio auf Kiel gelegt und lief am 1. Oktober 1993 vom Stapel. Nach der Ablieferung an Shin Nihonkai Ferry am 15. April 1994 nahm sie im selben Monat den Fährdienst von Niigata nach Otaru auf. Ihr jüngeres Schwesterschiff Ferry Shirakaba folgte im Juli 1994. Zudem teilt sich die Fähre viele optische Merkmale mit den älteren, etwas kleineren Schwesterschiffen New Akashia und Ferry Lavender.
Seit 2002 fuhr die Ferry Azalea zwischen Tomakomai, Akita, Niigata und Tsuruga. Dort verblieb das Schiff bis zu seiner Ausmusterung im März 2017.
Im selben Monat ging die Fähre unter der Flagge der Mongolei und dem Namen Golden Pearl 1 nach Indonesien. Nach einer weiteren Umbenennung in Mutiara Berkah I nahm sie den Fährdienst für Mutiara Ferindo Internusa (auch als City Line bekannt) zwischen den Inseln Panjang und Java auf. 

### Brand
Am 6. September 2023 brach gegen 11:00 Uhr Ortszeit auf der in Cilegon liegenden Mutiara Berkah I ein Großbrand aus, der sich auf weite Teile des Schiffs ausbreitete. Die 139 Passagiere und 36 Besatzungsmitglieder mussten über einen Kran vom Schiff evakuiert werden. Fünf Personen kamen wegen Atembeschwerden ins Krankenhaus, schwerere Verletzungen gab es keine. Am Nachmittag hatte sich der Brand auf das gesamte Fahrzeugdeck ausgebreitet und dort die komplette Ladung der Fähre zerstört. An Bord befanden sich mehr als 130 Fahrzeuge. Am späten Abend des 6. Septembers wurde berichtet, dass die Mutiara Berkah I vollständig vom Feuer zerstört worden sei, der Brand im Inneren des Wracks aber noch nicht gelöscht werden konnte.
Im Verlauf des 7. Septembers entwickelte die Mutiara Berkah I Schlagseite. Das Wrack sollte zunächst heruntergekühlt und anschließend aus dem Hafen zu einem nahen Strand geschleppt werden.

## Ausstattung

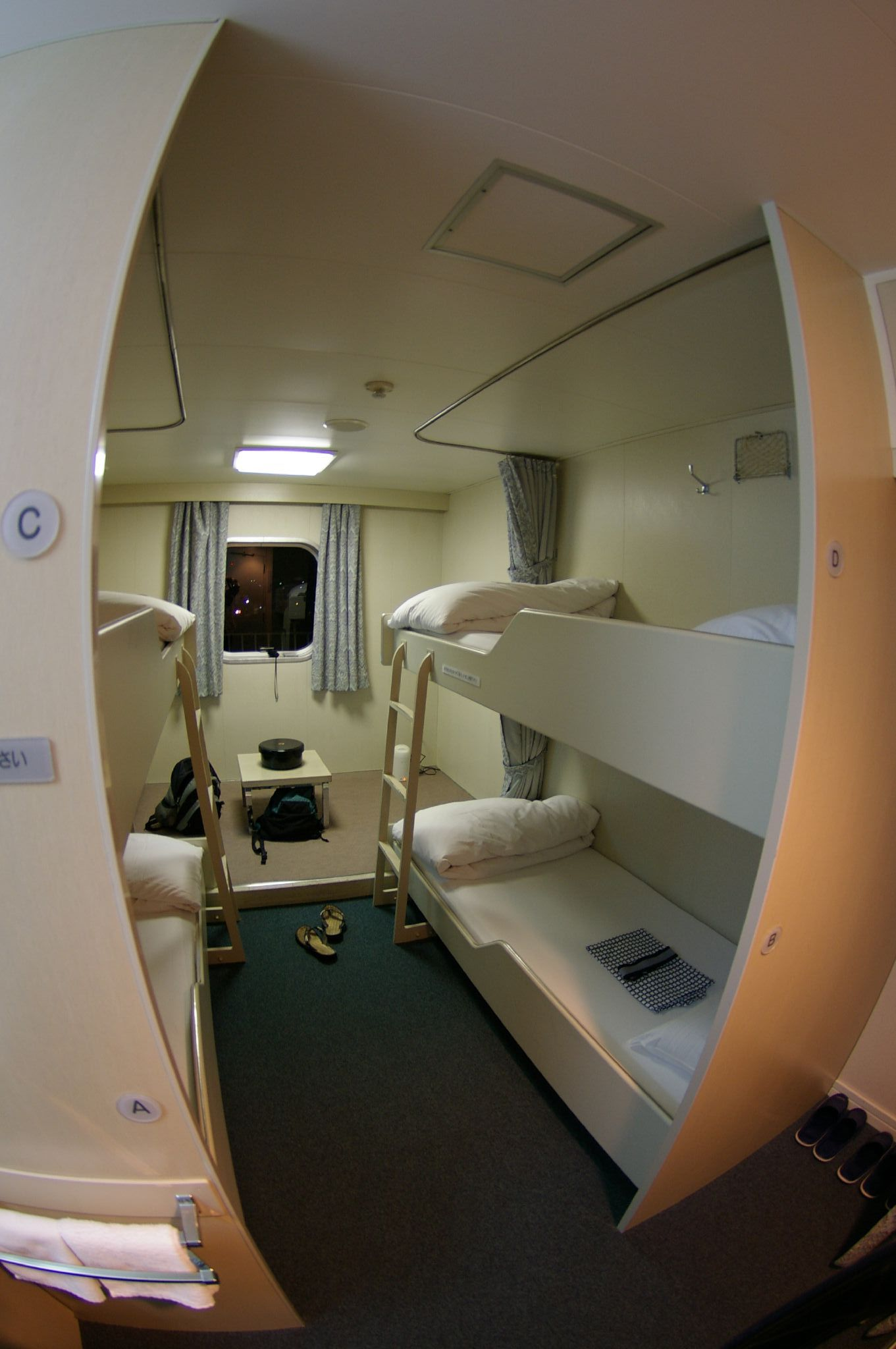
Mehrbettkabine der Ersten Klasse an Bord der Ferry Azalea

Zur Ausstattung der Fähre als Ferry Azalea gehörten mehrere Restaurants, Lounges (darunter eine Aussichtslounge am Bug unterhalb der Kommandobrücke), Raucherzimmer, ein Bordgeschäft, ein Bereich mit Videospielen, ein kleines Kino sowie ein Spielzimmer für Kinder. Sämtliche Passagierbereiche waren auf den Decks 3, 4 und 5 untergebracht.
Die Passagiere des Schiffes konnten zwischen Kabinen verschiedener Preisklassen sowie Schlafsälen wählen. Die teuersten, als Hotelzimmer bezeichneten Kabinen sowie die Kabinen der Kategorie Deluxe B verfügten über eigene Badezimmer. Für die günstigeren Kabinen und Schlafsäle standen mehrere Gemeinschaftsbäder zur Verfügung. Auch barrierefreie Räumlichkeiten wurden angeboten.